# سیارک ۱۱۳۶۹
سیارک ۱۱۳۶۹ (به انگلیسی: 11369 Brazelton، نامگذاری:1998QE33) یازده هزار و سیصد و شصت و نهمین سیارک کشف شده‌است که در ۱۷ اوت ۱۹۹۸ کشف شد.
قدر مطلق سیارک برابر ۱۴.۸ است.